# Knocky Parker
Knocky Parker (eigentlich John William Parker II, * 8. August 1918 in Palmer (Texas); † 3. September 1986 in Los Angeles) war ein US-amerikanischer Jazz-Pianist des Ragtime und Dixieland Jazz sowie Hochschullehrer.
Knocky Parker spielte ab Mitte der 1930er Jahre in Western Swingbands wie The Wanderers (1935) und den Light Crust Doughboys (1937–39), bevor er während des Zweiten Weltkriegs seinen Militärdienst ableistete. Nach Kriegsende arbeitete er mit Zutty Singleton, Johnny Wiggs und Albert Nicholas, dann erwarb er den Doktortitel in Englischer Sprache und unterrichtete am Kentucky Wesleyan College und der University of South Florida. Daneben spielte er u. a. mit Doc Evans, Omer Simeon, Carol Ann Leigh  und Tony Parenti sowie als Solist. Anfang der 1960er Jahre nahm er alle Rags von Scott Joplin auf; weitere Aufnahmen entstanden für die Label Texstar, Paradox, GHB, London, Audiophile, Jazzology und Euphonic.

## Diskographische Hinweise
- In Gay Old New Orleans with Dick Wellstood (Progressive, 1950)
- New Orleans Stomps (Progressive, 1954)
- Piano Artistry (Audiophile, 1955)
- Old Blues (Audiophile, 1958)
- Old Rags (Audiophile, 1958)
- The Complete Piano Works of Scott Joplin (Audiophile, 1960)
- The Complete Piano Works of Jelly Roll Morton (Audiophile, 1960)
- The Complete Works of James Scott (Audiophile, 1962)
- Golden Treasury of Ragtime (Audiophile, 1970)
- Eight on Eighty Eight (Euphonic, 1977)
- Classic Rags and Nostalgia at the Old Town Music Hall (Euphonic, 1978)
- From Cakewalk to Ragtime (Jazzology, 1979)
- From Ragtime to Ballroom (Jazzology, 1979)
- Knocky Parker and His Cakewalking Jazz Band (GHB, 1981)
- In Gay Old New Orleans with Dick Wellstood (GHB, 1989)
- The Complete Piano Works of Jelly Roll Morton (Solo Art, 1994)
- The Complete Piano Works of Scott Joplin (Solo Art, 2002)
- From Cakewalk to Ragtime to Ballroom (Solo Art, 2010)